# 297 a.C.
Il 297 a.C. (CCXCVII a.C. in numeri romani) è un anno  del III secolo a.C.

## Eventi
- Roma
  - Consoli Quinto Fabio Massimo Rulliano IV e Publio Decio Mure III
  - I romani sconfiggono i Sanniti nei pressi di Tifernum e gli Apuli nei pressi di Maleventum

## Morti
- Cassandro, sovrano macedone antico (n. 350 a.C.)
- Filippo IV di Macedonia, sovrano macedone antico
- Candragupta Maurya, sovrano (n. 343 a.C.)